# مسرح سرفانتس (طنجة)
مسرح سرفانتس (بالإسبانية: Teatro Cervantes)‏، كما يُعرف أيضاً باسم مسرح سرفانتس الكبير، هو مسرح افتتح في طنجة (المغرب) عام 1913. عاش عصره الذهبي في فترة الخمسينات من القرن العشرين و كان يعد لفترة طويلة أكبر مسارح شمال أفريقيا وأشهرها.

## تاريخ المسرح
تم بناءه من قبل اسبيرانزا أوريانا، زوجها مانويل بينيا وأنطونيو غاليغو مالك المسرح آنذاك، وضع حجر الأساس في 2 أبريل 1911 في احتفال بالمناسبة واكتمل بنائه في عام 1913، وهو العام الذي افتتح فيه، وكان يتسع ل1400 شخص.
منذ البداية جذب مسرح سرفانتس أسماء مهمة من فناني تلك الحقبة التي كانت فيها مدينة طنجة تحت الإدارة الدولية وكانت تقيم فيها ساكنة أوروبية كبيرة خاصة من الإسبان، وكانت تقدم على خشبة مسرح سرفانتس أعمالا لكبار الأدباء العالميين .
في الوقت الحاضر، المبنى الذي تملكه الدولة الإسبانية يوجد في حالة يرثى لها فهو مهجور آيل للسقوط، في عام 2006، وزارتا الثقافة من المغرب وإسبانيا وقعتا اتفاقا لتخصيص المسرح لاستعمالات ثقافية وفيما بعد تم تخصيص حوالي مائة ألف يورو لترميم المبنى المتداعي .
ما زال مسرح سرفانتس مغلقا حتى يومنا هذا، لكن توجد مبادرة من فعاليات محلية لهدف تمكين ساكنة مدينة طنجة من الاستفادة من المبنى كمسرح وكمركز ثقافي .